# آنیلاکو
آنیلاکو (به اسپانیایی: Anillaco) یک منطقهٔ مسکونی در آرژانتین است که در استان لا ریوخا، آرژانتین واقع شده‌است.